# Thália Bombinha
Thália Bombinha, nombre artístico de Jansen França ( Recife, 8 de diciembre de 1971 ), es una drag queen brasileña.

## Biografía
Thália Bombinha es conocida en la vida cultural nocturna de São Paulo por sus espectáculos en clubes LGBT. Ganó fama entre el público en general por sus apariciones en programas como Pânico na TV, en RedeTV!, Ratinho, de SBT, y en la sátira del programa O Aprendiz, realizada por el presentador Tom Cavalcante, de Rede Record, en el programa Hebe Camargo, en Programa do Jô, programa Show do Tom y en el video A Drag a Gozar, una sátira de A Velha a Fiar,que fue viral en YouTube. A principios de 2007, Thalía coprotagonizó la comedia Coisa Boa Pra Você!, en el Teatro Folha, en el centro comercial Higienópolis.
Antes de convertirse en drag, era guardia de seguridad en el club nocturno Nostro Mondo. Thália Bombinha se destaca de los demás transformistas por ser una artista improvisadora. Sus shows en los locales Blue Space y Tunnel de São Paulo tienen mucho éxito entre los habituales, quizás porque en su mayoría son improvisados. Thalia tiene un ingenio rápido y puede burlarse de todo, incluso de sí misma.